# U.S. Route 62
Pour les articles homonymes, voir Route 62.
La U.S. Route 62 (US 62) est une US Route ouest–est dans le sud et le nord-est des États-Unis. Elle relie la frontière mexicaine à El Paso, Texas à la frontière canadienne à Niagara Falls, New York. Il s'agit de la seule route ouest–est reliant à la fois le Mexique et le Canada. Certains segments de la US 62 empruntent la Ozark Trail, incluant le pont historique traversant la South Canadian River à Newcastle, Oklahoma. La route suit un axe sud–nord en Pennsylvanie et dans l'État de New York.

## Description du tracé
|       | mi    | km    |
| ----- | ----- | ----- |
| TX    | 403   | 649   |
| NM    | 120   | 193   |
| OK    | 402   | 647   |
| AR    | 330   | 530   |
| MO    | 87    | 140   |
| IL    | 0.92  | 1.48  |
| KY    | 391   | 629   |
| OH    | 295   | 475   |
| PA    | 119   | 192   |
| NY    | 103   | 166   |
| Total | 2 252 | 3 624 |

### Texas (ouest)
La US 62 est constituée de deux segments séparés au Texas. La première section au Texas débute à son terminus ouest, à El Paso et se rend jusqu'à la frontière avec le Nouveau-Mexique dans les Guadalupe Mountains. À El Paso, la US 62 débute au Pont de Santa Fe Street et emprunte Santa Fe Street, puis Paisano Drive. À partir de l'intersection avec l'I-10, la US 62 forme un multiplex avec la US 180. La route emprunte ensuite Montana Avenue, poursuivant le multiplex jusqu'à Seminole. Avant de quitter le Texas, la route passe par les Salt Flats du Texas, le sud de Guadalupe Peak, le point culminant du Texas et le Parc national des Guadalupe Mountains.

### Nouveau-Mexique

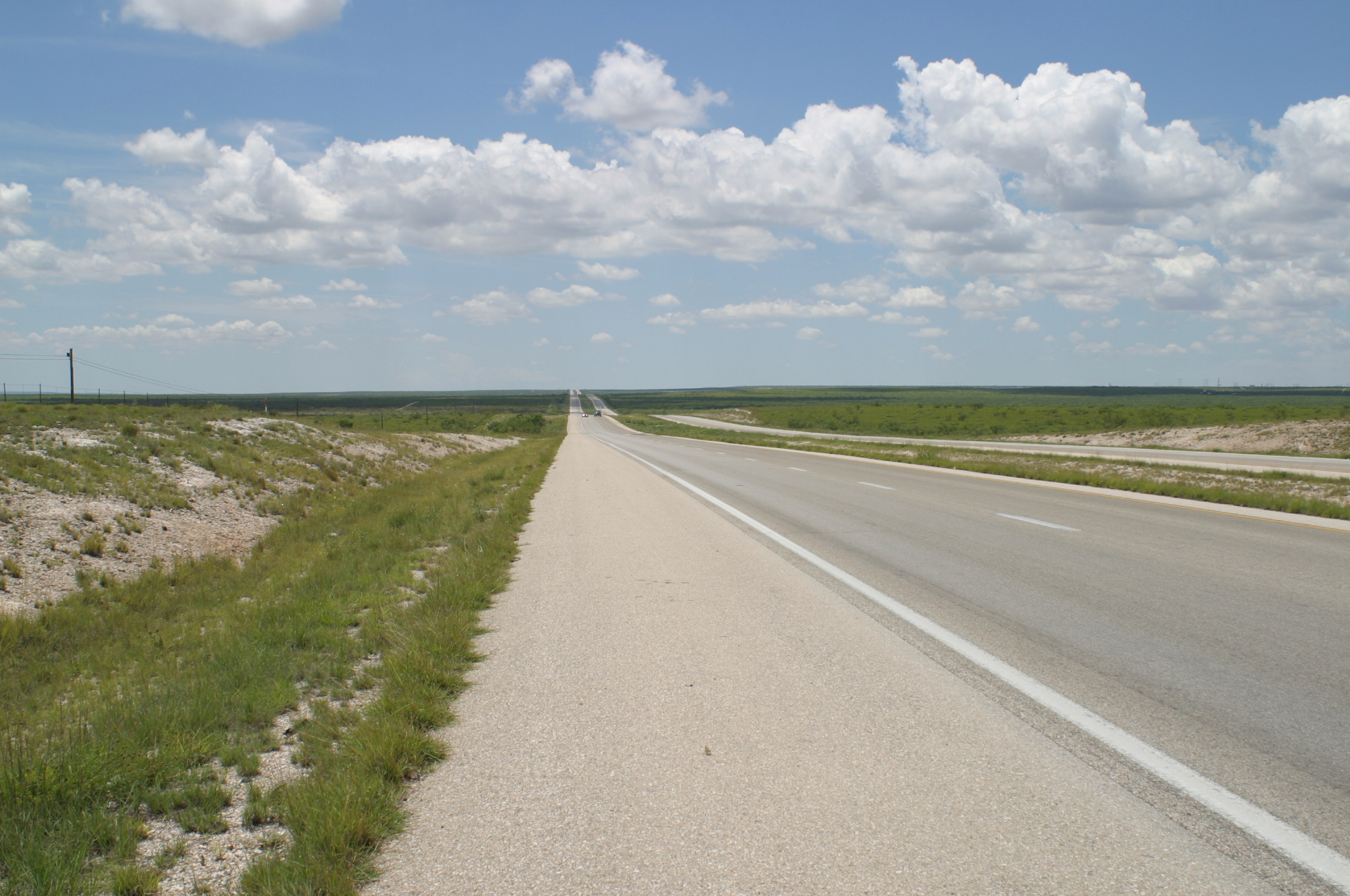
US 62 à l'ouest de Hobbs

Durant tout son trajet au Nouveau-Mexique, la US 62 forme un multiplex avec la US 180. La route passe près du Parc national de Carlsbad Caverns et atteint la ville de Carlsbad. Là, la US 285 rejoint la US 62 / US 180 sur environ 2,2 miles (3,5 km). La US 62 continue ensuite vers l'est et atteint Hobbs, dernière ville avant qu'elle entre à nouveau au Texas.

### Texas (Panhandle)
Après être entrée à nouveau au Texas, la US 62 continue vers l'est en passant par Seminole où la US 180 quitte la route. La US 62 se dirige alors vers le nord en multiplex avec la US 385 en passant par Seagraves et Brownfield. À Brownfield, la US 62 rejoint la US 82 / US 380 pour former un court multiplex. La US 62 / US 64 forme un multiplex jusqu'à Lubbock. En sortant de la ville, il ne reste que la US 82 en multiplex avec la US 62, et ce, jusqu'à Ralls. Là, elle bifurque vers le nord jusqu'à Floydada, puis, vers l'est jusqu'à Paducah, en multiplex avec la US 70. À Paducah, la US 62 se dirige vers le nord en multiplex avec la US 83 jusqu'au nord de Childress. À cet endroit, la US 62 quitte la US 83 et bifurque vers l'est pour atteindre la frontière avec l'Oklahoma.

### Oklahoma
La US 62 se dirige vers l'est depuis la frontière avec le Texas dans le sud-ouest de l'Oklahoma. Elle passe par Hollis, Gould et Altus en continuant vers l'est et en contournant Headrick, Snyder, Indiahoma et Cache. Elle atteint Lawton où, au nord de la ville, elle rejoint l'I-44 pour former un multiplex de huit miles (13 km) à Fort Sill Military. Elle se sépare de l'autoroute près de Medicine Park et continue vers le nord en passant par Apache et vers l'est en direction d'Anadarko. À partir d'Anadarko, la US 62 continue vers l'est et passe par Verden et Chickasha puis, vers le nord-est en traversant Newcastle. Elle forme un nouveau multiplex avec l'I-44 à Oklahoma City ainsi qu'avec l'I-240 et l'I-35 pour traverser la ville avant de quitter l'I-35 à Forest Park. Elle quitte Oklahoma City et se dirige vers l'est pour passer par Midwest City, Spencer, Nicoma Park, Choctaw, Harrah, Meeker et Boley, jusqu'à Okemah, où elle forme un multiplex avec l'I-40 jusqu'à Henryetta. La US 62 quitte ensuite l'I-40 pour continuer vers le nord jusqu'à Okmulgee et vers l'est jusqu'à Muskogee. Elle passe alors par Fort Gibson et Tahlequah pour atteindre la frontière avec l'Arkansas.

### Arkansas

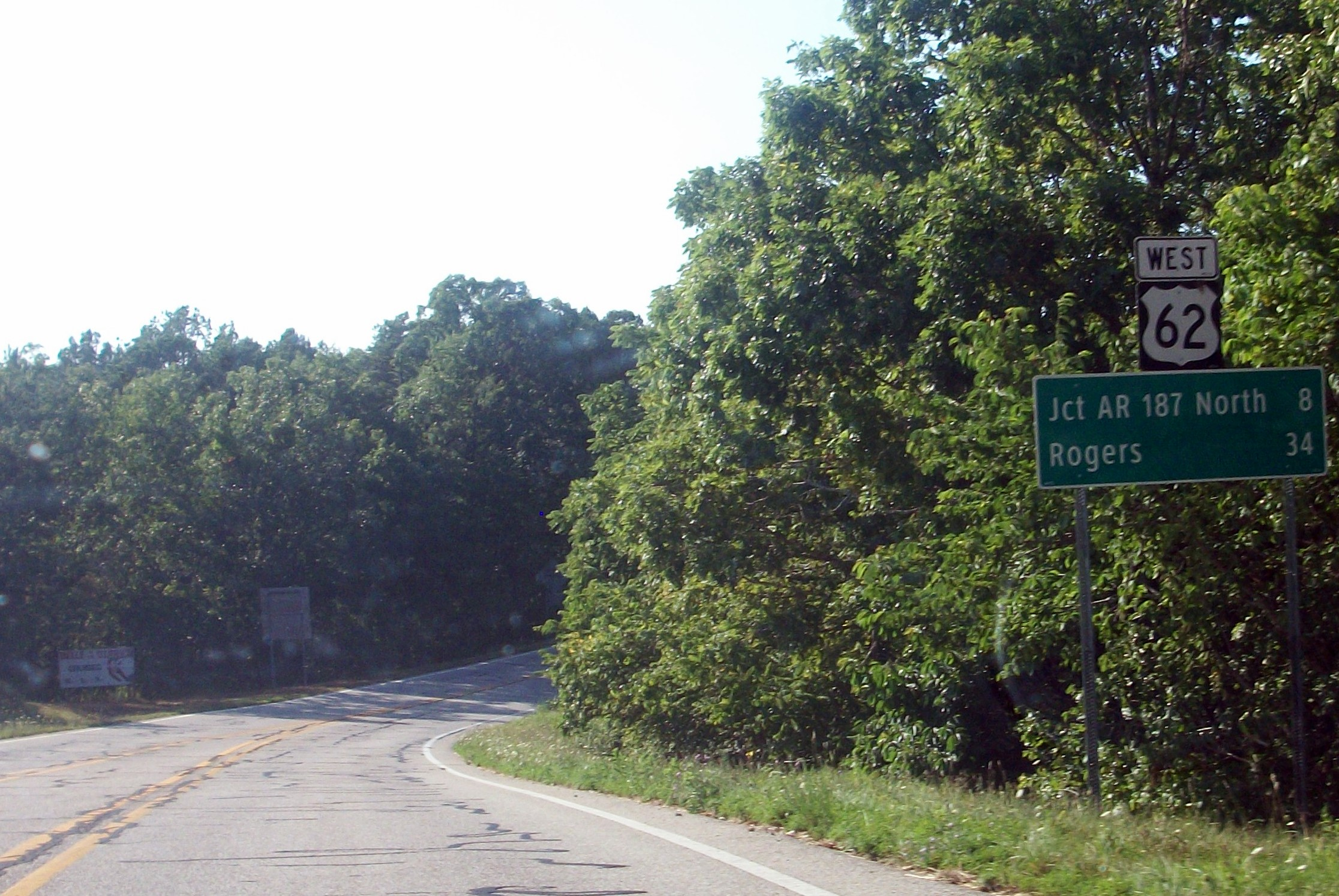
US 62 à l'ouest d'Eureka Springs

En Arkansas, la US 62 parcourt 329,9 miles (530,9 km) depuis la frontière avec l'Oklahoma près de Summers vers l'est jusqu'à la frontière avec le Missouri à Saint Francis, desservant le nord de l'état. La route passe par plusieurs villes dont Fayetteville, Springdale, Bentonville et Rogers. La US 62 forme quelques multiplex dans l'état avec, notamment, l'I-49 / US 71 entre Fayetteville et Bentonville, la US 412 dans la majeure partie de l'état, la US 65 dans la région de Harrison et avec la US 63 / US 67 (Future I-57) au nord-est de l'Arkansas.

### Missouri
La US 62 entre au Missouri à Whitaker Place. Elle se dirige plus ou moins vers l'est en traversant le talon de botte du Missouri. Elle passe par Malden et New Madrid. À New Madrid, elle bifurque vers le nord et forme un multiplex avec la US 61. La route atteint Sikeston, où le multiplex prend fin et où la US 62 where reprend un alignement vers l'est. Depuis Sikeston, la US 62 atteint Charleston et Wilson City, où elle atteint le fleuve Mississippi. Elle le traverse et entre en Illinois, en multiplex avec la US 60.

### Illinois
La US 62 forme un multiplex avec la US 60 sur tout son tracé 0,92 miles (1,48 km) en Illinois. Elle traverse la pointe la plus au sud de l'état sise entre le fleuve Mississippi et la rivière Ohio, tout près de leur confluence. Lorsqu'elle rencontre la US 51, elle tourne à droite et traverse la rivière Ohio en multiplex avec la US 51 et la US 60, jusqu'au Kentucky.

### Kentucky
La US 62 parcourt d'abord l'ouest du Kentucky. Elle passe par Wickliffe, où le multiplex avec la US 60 prend fin, et continue vers le sud jusqu'à Bardwell, où le multiplex avec la US 51 prend fin. Elle remonte vers le nord-est et atteint qu'elle traverse en formant un multiplex avec la US 45 et la US 60. À Reidland, la US 62 se détache de la US 60 et longe l'I-24 jusqu'à Eddyville, où elle longe plutôt l'I-69. Elle passe par Princeton, Dawson Springs et Nortonville, où elle cesse de longer l'I-69 pour plutôt longer la Western Kentucky Parkway (Future I-569) via Rockport et Beaver Dam. Elle continue de longer la Western Kentucky Parkway en passant par Caneyville, Litchfield et Elizabethtown. À partir de cette ville, elle longe la Bluegrass Parkway via Bardstown, Bloomfield, Lawrenceburg et Versailles. Elle se dirige ensuite vers le nord-est en passant par Midway, Georgetown, Cynthiana et Maysville, où elle quitte l'état en traversant la rivière Ohio en multiplex avec la US 68.

### Ohio
La US 62 entre en Ohio à Aberdeen en multiplex avec la US 68. Elle atteint la US 52 et forme un multiplex avec celle-ci sur une courte distance. À Ripley, la US 62 / US 68 quitte la US 52 pour se diriger vers le nord. Un peu plus loin, c'est au tour de la US 68 de quitter la US 62. La US 62 continue vers le nord et passe par Russellville, Hillsboro et Washington Court House. À partir de là, elle se dirige vers Columbus et s'approche de l'I-71. Elle croise l'autoroute au sud-ouest de Columbus et entre dans la ville. Elle y forme un multiplex avec la US 23 / US 33, puis, avec la US 40. Elle forme alors un multiplex avec l'I-670 près de l'Aéroport international de Columbus jusqu'à l'intersection avec l'I-270 où la US 62 se dirige vers Gahanna, New Albany, Johnstown, Utica, Millersburg et Navarre. Environ 2,6 miles (4,2 km) au nord de Navarre, la US 62 rejoint la US 30 jusqu'à Canton, où elle rejoint plutôt l'I-77 vers le nord. La route quitte l'autoroute un peu plus loin et elle se dirige vers le nord-est pour passer par Alliance et Youngstown. Elle quitte l'Ohio près de Hubbard et entre en Pennsylvanie à proximité de l'échangeur avec l'I-80.

### Pennsylvanie
La US 62 entre en Pennsylvanie à Sharon. À la frontière entre l'Ohio et la Pennsylvanie, les indications de la US 62 changent. La route passe d'une orientation ouest–est pour une orientation sud–nord. La US 62 se dirige vers le nord-est en direction de l'État de New York. Elle passe par Mercer et Franklin avant de longer la Forêt nationale d'Allegheny. À Warren, elle se dirige vers le nord jusqu'à la frontière avec l'État de New York, au nord de Russell. 

### New York

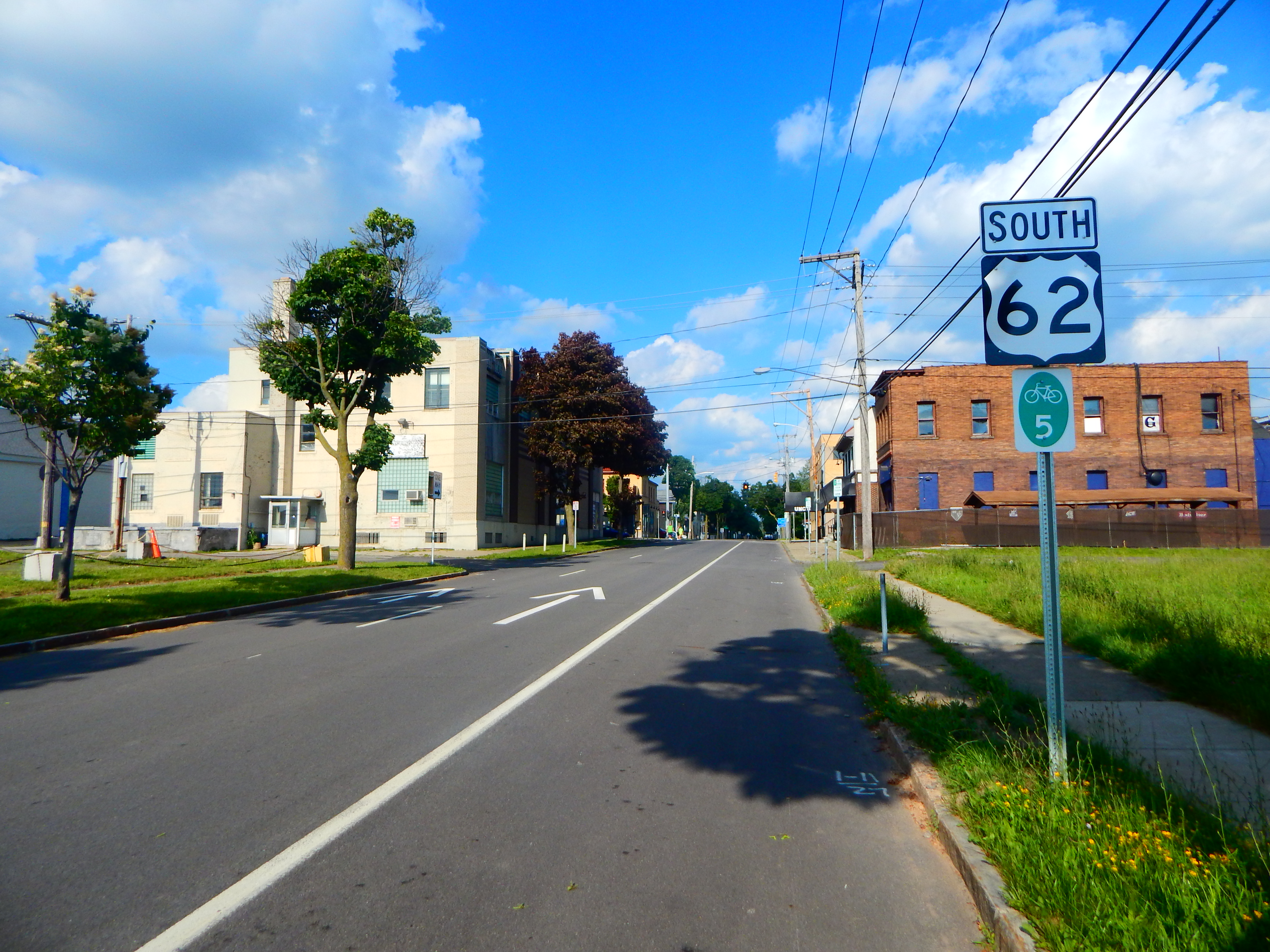
US 62 à Niagara Falls, juste après son terminus à la jonction avec la NY 104

La US 62 entre dans l'État de New York au sud de Frewsburg. Elle rencontre ensuite l'I-86 et passe par Kennedy, Ellington, Gowanda, Eden et Hamburg. Elle bifurque alors vers le nord-est et entre dans la région de Buffalo. Elle passe par Lackawanna et Buffalo avant de bifurquer vers le nord-ouest à North Tonawanda. Elle passe par Wheatfield et atteint Niagara Falls. Elle traverse la ville d'est en ouest et prend fin à la jonction avec la NY 104 (Main Street), tout près du Pont Rainbow reliant Niagara Falls avec la ville du même nom, en Ontario (Canada). 

## Intersections majeures
Texas (ouest)
 US 85 / Benito Juárez Street à la frontière mexicaine à El Paso.
 I-110 à El Paso
 US 54 à El Paso
 I-10 / US 180 à El Paso. La US 62 / US 180 forment un multiplex jusqu'à Seminole, en traversant le Nouveau-Mexique.
Nouveau-Mexique
 US 285 à Carlsbad. Les routes forment un multiplex dans la ville.
Texas (Panhandle)
 US 385 à Seminole. Les routes forment un multiplex jusqu'à Brownfield.
 US 82 / US 380 à Brownfield. La US 62 / US 82 forment un multiplex jusqu'à Lubbock. La US 62 / US 380 forment un multiplex dans la ville.
 US 84 à Lubbock
 I-27 / US 87 à Lubbock
 US 82 à Lubbock. Les routes forment un multiplex jusqu'au sud-ouest de Ralls.
 US 70 à Floydada. Les routes forment un multiplex jusqu'à Paducah.
 US 83 à Paducah. Les routes forment un multiplex jusqu'au sud-est de Wellington.
 US 287 à Childress
Oklahoma
 US 283 à Altus
 US 183 à Snyder
 I-44 / US 277 / US 281 à Lawton. L'I-44 / US 62 forment un multiplex jusqu'à l'est de Medicine Park. La US 62 / US 277 forment un multiplex jusqu'au nord de Fort Sill. La US 62 / US 281 forment un multiplex jusqu'à Anadarko.
 US 81 à Chickasha. Les routes forment un multiplex dans la ville.
 US 277 à Chickasha. Les routes forment un multiplex jusqu'à Newcastle.
 I-44 à Chickasha
 I-44 à Newcastle. Les routes forment un multiplex jusqu'à Oklahoma City.
 I-240 à Oklahoma City. Les routes forment un multiplex dans la ville.
 I-35 / US 77 à Oklahoma City. Les routes forment un multiplex dans la ville.
 I-40 / I-235 / I-270 à Oklahoma City. L'I-40 / US 62 / US 270 forment un multiplex dans la ville.
 US 177 à Jacktown
 US 377 à Prague
 I-40 à Okemah. Les routes forment un multiplex jusqu'à Henryetta.
 US 75 au nord-est de Clearview. Les routes forment un multiplex jusqu'à Okmulgee.
 US 266 à Henryetta
 US 64 au nord-est de Boynton. Les routes forment un multiplex jusqu'à Muskogee.
 US 69 à Muskogee. Les routes forment un multiplex dans la ville.
 US 59 à Westville
Arkansas
 I-49 / US 71 à Fayetteville. Les routes forment un multiplex jusqu'à Bentonville.
 US 412 à Springdale
 US 412 à Alpena. Les routes forment un multiplex jusqu'à Imboden.
 US 65 à Bear Creek Springs. Les routes forment un multiplex jusqu'à Bellefonte.
 US 167 à Ash Flat
 US 63 à Hardy. Les routes forment un multiplex jusqu'à Imboden.
 Future I-57 / US 67 à Pocahontas. Les routes forment un multiplex jusqu'à Corning.
 US 49 à Piggott
Missouri
 US 61 au sud-ouest de Howardville. Les routes forment un multiplex jusqu'à Sikeston.
 I-55 à New Madrid
 I-55 au nord de New Madrid
 Future I-57 / US 60 à Sikeston
 I-55 à Miner
 I-57 / US 60 à Charleston. La US 60 / US 62 forment un mulsiplex jusqu'à Wickliffe, Kentucky, avec un court segemtn en Illinois.
Illinois
 US 51 à Cairo. Les routes forment un multiplex jusqu'à Bardwell, Kentucky.
Kentucky
 I-24 à Paducah
 US 45 à Paducah. Les routes forment un multiplex dans la ville.
 US 60 à Paducah. Les routes forment un multiplex jusqu'à Riverview.
 US 68 à Reidland
 I-24 / I-69 à Calvert City
 US 641 à Kentucky Dam Village State Resort Park. Les routes forment un multiplex jusqu'à Eddyville.
 I-24 / I-69 à Kuttawa
 I-69 à Eddyville
 US 41 à Nortonville
 I-169 à Nortonville
 US 431 à Central City
 US 231 à Beaver Dam. Les routes forment un multiplex dans la ville.
 US 31W à Elizabethtown
 I-65 à Elizabethtown
 US 31E à Bardstown. Les routes forment un multiplex dans la ville.
 US 150 à Bardstown. Les routes forment un multiplex dans la ville.
 US 127 à Lawrenceburg
 US 60 à Versailles. Les routes forment un multiplex dans la ville.
 US 421 à Midway. Les routes forment un multiplex jusqu'au nord-ouest de Lexington.
 I-64 au nord-ouest de Lexington
 US 25 à Georgetown
 US 460 à Georgetown
 I-75 à Georgetown
 US 27 au sud-ouest de Cynthiana. Les routes forment un multiplex dans la ville.
Ohio
 US 52 à Aberdeen. Les routes forment un multiplex jusqu'à Ripley.
 US 68 à Aberdeen. Les routes forment un multiplex jusqu'à Redoak.
 US 50 à Hillsboro
 US 35 à Washington Court House
 US 22 à Washington Court House. Les routes forment un multiplex dans la ville.
 I-75 au nord-est de Harrisburg
 I-270 à Grove City
 I-70 à Columbus
 US 23 / US 33 à Columbus. Les routes forment un multiplex dans la ville.
 US 40 à Columbus. Les routes forment un multiplex dans la ville.
 I-71 à Columbus
 I-670 à Columbus. Les routes forment un multiplex jusqu'à l'ouest de Gahanna.
 I-270 à Gahanna
 US 36 à Millwood
 US 250 à Wilmot. Les routes forment un multiplex dans la ville.
 US 30 à Massillon. Les routes forment un multiplex jusqu'à Canton.
 I-77 à Canton. Les routes forment un multiplex dans la ville.
 US 224 à Canfield
 I-680 à Youngstown
 US 422 à Youngstown
 I-80 au nord de Hubbard
Pennsylvanie
 US 19 à Mercer. Les routes forment un multiplex jusqu'au nord de Mercer.
 I-79 au sud-ouest de Jackson Center
 US 322 à Franklin. Les routes forment un multiplex dans la ville.
 US 6 à l'est de Youngsville. Les routes forment un multiplex jusqu'à Warren.
New York
 I-86 à Kennedy
 US 20 près de Hamburg
 I-290 à Amherst
 I-190 à Niagara Falls
 NY 104 à Niagara Falls